# Black Juju
Black Juju è un EP del gruppo musicale svedese di genere metal degli Entombed, pubblicato l'8 novembre 1999.

## Tracce
1. Mesmerization Eclipse – 4:45
2. Vices By Proxy – 2:58
3. Black Juju – 3:46
4. Sentimental Funeral – 3:12
5. Tear It Loose – 3:20
6. Lost – 3:13
7. Ballad of Hollis Brown – 4:07
8. Satan – 1:11